# Таро
Вижте пояснителната страница за други значения на Таро.
Таро̀ (tarot, tarocchi, tarock) е колода от карти за игра, представляващи символни изображения на лица и случки. Първоначално служи за игра, а от края на XVIII век – и за предсказване на бъдещето и тълкуване на определени положения в живота. Състои се от 78 карти, разделени в две групи от 22 карти (големи аркани) и 56 карти (малки аркани). Думата „аркан“ на латински език означава „тайна“ – (аrcanum, което произлиза от arca – кутия, това, което е в кутия, невидимо е отвън и следователно тайно). Картите се появяват в Европа през 1332 година, а играта се използва от средата на XV век в различни части на Европа. В наши дни съществуват много и различни разновидности на карти Таро.

## История

### Произход на думата Таро
Съществуват различни мнения за произхода на името Таро.
Думата „таро“ идва от френски език и е името на играта на карти tarot, която се нарича още tarocchini (италиански), tarock (немски), königrufen (австрийски) или troccas (ретороманшки). В италиански, немски и реторомански термини козовете имат едно и също име: например думата tarocchi е синоним на думата коз. Това не е така във френскоговорещите страни. Дали „таро“ има същите корени като tarocchi и tarock не може да бъде напълно изяснено. Някои автори предполагат общ произход, тъй като имената Taraux и Tarocchi за първи път се появяват успоредно както във Франция, така и във Ферара, Италия през 1505 г., други ранни споменавания следват във Ферара. Други автори посочват възможността думата да произлиза от френското tarotée, което означава на квадрат и по този начин се отнася до гърба на картата. Друго обяснение също идва от френската употреба: много карти за игра често са имали сребърна рамка със спираловидна лента от фини точки. Тези точки или дупки се наричали „плевели“. Картите с такива плевели тогава се наричали таро.
Първоначално картите са били наричани „карти на триумфите (козове)“ (итал. carte da trionfi), но около 1530 г. италианската дума „tarocchi“ (в единствено число „tarocco“) започва да се използва за разграничаване на играта таро от играта на обикновени козове (триумфи – козове). Подобно на обикновените карти за игра, таро е използвано специално за хазартни цели, а именно в игра, наподобяваща бридж. Тази игра е била много популярна в Европа и се играе и днес, особено във Франция. Някои смятат, че думата произхожда от арабската „турук“ (طرق), което означава „начини, методи“. Също така може да идва от арабската „тарака“ (ترك) – „да оставя, хвърля“. Според друга етимология италианската дума tarocco идва от арабската „тарх“ (طرح) – „отклонение, изваждане“.

### История на картите за игра
За първи път официално картите таро се споменават от Алфонсо ХІ, крал на Кралство Кастилия и Леон, през 1332 г. Играта с картите Таро се разпространява от Италия към Франция, след това към Швейцария, Германия и други страни, като добила особена популярност в XVI и XVII век. През 1540 г. Франческо Марколини публикува това, което днес се смята за вероятно първата книга за гадания с карти. Въпреки това картите, описани там, не се употребяват по познатия ни начин и сами нямат стойност като гадателски метод, а само помагат да бъде избран такъв. Интересен намек за различна употреба на Таро е едно сведение от Венецианската Инквизиция от XVI в., където се споменава, че вещиците използвали картата Дявол, за да извършват своите сатанински ритуали. Няма доказателства дали това е истина или не, но отношението на църквата в общи линии продължава да бъде негативно спрямо Таро само и единствено в ролята му на хазартна игра, каквато тя действително е по това време.

### Легенди

#### Египетски
Една от легендите разказва, че в далечното минало само един човек се спасил от потъващата Атлантида. Той бил много ерудиран и начетен. Атлантидецът стигнал до Египет, където решил да сподели своите знания от загиналия континент. Поразени от неговите познания, египетските мъдреци пожелали да закодират знанията, за да не достигнат до ръце, които ще ги опорочат. Със задачата се заел известният Хермес Трисмегистус, смятан и до днес за един от най-големите окултисти за всички времена. За всеки клон от знанието Хермес Трисмегистус създал специфично изображение, което гравирал върху златен лист. В крайна сметка се създали 78 отделни листа познати като „Изумрудената книга“. Въпреки че книгата зорко се охранявала, с времето се правели преписи от нея. Легендата твърди, че така се появили 78-те карти „Таро“. Картите били придружавани с пояснения.
Има легенда, че в Древен Египет е имало храм, в който е имало 22 стаи, а по стените на стаите са били изобразени символични рисунки, от които по-късно произлизат големите аркани на таро:
| I. Хаос II. Светлина III. Растения IV. Небе V. Свят VI. Звезди VII. Птици и риби VIII. Почивка IX. Справедливост, Правосъдие X. Умереност XI. Сила | XII. Предпазливост XIII. Върховен жрец XIV. Демон XV. Прорицател, Магьосник XVI. Присъда XVII. Смърт XVIII. Отшелник XIX. Срив XX. Колело XXI. Тиранин LXXVIII. Алхимик |

Тази легенда потвърждава версията, че картите таро произлизат от винетките на древноегипетската Книга на мъртвите, чиито рисунки всъщност са били нанесени върху стените на свещени структури – гробници.
За първи път Антоан Кур де Жебелѝн споменава възможността за произхода на таро от Египет. Той пише в петия том на „Примитивният свят“ (1778 г.):
| „ | Таро. Игра на карти, разпространена в Германия, Италия и Швейцария. Това е египетска игра, както ще покажем още веднъж; името ѝ се състои от две ориенталски думи: Tar и Rha (Rho), и означава „царски път“. | “ |

Това твърдение е направено преди откриването на Розетския камък през 1799 г. и още повече преди да бъдат дешифрирани египетските символи. Всички тези факти поставят под съмнение теорията за Египетски произход, тъй като думите на Жебелин не се срещат в египетския език.

#### Кабалистична
Други вярват, че Таро произлиза от Кабала (22-те букви и 10-те сфирота от Кабала са в основата на системата Таро) и смятат, че отправната точка в историята на Таро е 300 г. сл. н. е. – приблизителната дата на създаването на Сефер Йецира, фундаменталният труд по Кабала.

## Състав
Картите на типичното тесте (колода) таро са разделени на две големи групи: големи и малки аркани.

### Големи аркани
Големите (старши) аркани /козове/ обикновено са 22 карти. Всяка има собствен оригинален дизайн и уникално име. Редът и номерата на картите и имената в различните версии на тестето таро може леко да се различават.
- Големи аркани от Таро Райдър–Уейт
- 0 – Шут, Глупак, Безумец
- I – Магьосник, Фокусник
- II – Върховна жрица, Жрица, Папеса, Попадия
- III – Императрица, Господарка
- IV – Император, Господар
- V – Върховен жрец, Папа, Поп, Свещеник, Йерофант
- VI – Влюбени
- VII – Колесница, Карета
- VIII – Сила
- IX – Отшелник
- X – Богатство, Колело на Съдбата (Фортуна)
- XI – Справедливост, Правосъдие
- XII – Обесен, Предател
- XIII – Смърт
- XIV – Умереност
- XV – Дявол
- XVI – Кула, Божий дом, Светкавица
- XVII – Звезда
- XVIII – Луна
- XIX – Слънце
- XX – Съд, Присъда, Възкресение, Ангел
- XXI – Свят

### Малки аркани
Малките (младши) аркани обикновено са 56 карти, групирани в четири серии (бои): Мечове, Чаши, Жезли и Монети или „Пентакли“. Всяка боя съдържа 14 карти: асо, двойка, тройка и така нататък до десятка, последвани от „придворни“ или „фигурни карти“ – Паж (или Дъщеря, Вале), Рицар (или Син), Дама (или Майка), Крал (или Баща, Поп). Позицията на Асото в поредицата от малки аркани се определя само от приетото споразумение, то може да стои както в началото на поредицата (тоест може да се счита всъщност за Единицата на съответния цвят), така и след краля (тоест може да се счита за най-високата от фигурните карти). В съвременните практики за гадаене с помощта на колодата таро по-често се използва първият вариант.

## Дизайн
В зависимост от използвания стил, различни известни колоди са получили имена:
- Таро Висконти–Сфорца – най-старата известна пълна колода, наречена на името на поръчителите от XV век. Създадена е през 1428 г. от художника Бонифацио Бембо за сватбата на Бианка Мария Висконти с Франческо I Сфорца. Изображенията на Големите аркани са направени в стила на италианския Ренесанс и са ръчно нарисувани и позлатени. Картите нямат астрологически символи, букви от иврит, даже и номера.
- Таро Монтения (Montegna) – появява се през 1470 г. и изобразява класически богове и астрологични символи.

| Костюм/ Език |         |        |         |         |
| Български    | Мечове  | Чаши   | Жезли   | Монети  |
| Френски      | Épées   | Coupes | Bâtons  | Deniers |
| Италиански   | Spade   | Coppe  | Bastoni | Denari  |
| Испански     | Espadas | Copas  | Bastos  | Oros    |
| Английски    | Swords  | Cups   | Clubs   | Coins   |
| Руски        | Мечи    | Кубки  | Палицы  | Монеты  |

- Марсилско таро или Таро от Марсилия – колода в стила на Франция от XVII век, най-популярното тесте таро в продължение на няколко века поради простотата на рисунките, активно се използва за игри. Отначало е наричано неофициално „италианско таро“. Името Марсилско таро се появява в печата през 1889 г., а официално се използва от 1930-те години. Малките аркани също са 56 в 4 стандартни (бои). На френски език сериите се наричат костюми, описани в таблицата. Картите в тях се броят от Асо до 10. Имало е и архаична практика за класиране на картите от 10 до Асо за боите Чаши и Монети в съответствие с всички други игри на таро извън Франция и Сицилия.

|        | 1 | 2 | 3 | 4 | 5 | 6 | 7 | 8 | 9 | 10 | Вале | Рицар | Кралица | Крал |
| ------ | - | - | - | - | - | - | - | - | - | -- | ---- | ----- | ------- | ---- |
| Монети |   |   |   |   |   |   |   |   |   |    |      |       |         |      |
| Чаши   |   |   |   |   |   |   |   |   |   |    |      |       |         |      |
| Мечове |   |   |   |   |   |   |   |   |   |    |      |       |         |      |
| Жезли  |   |   |   |   |   |   |   |   |   |    |      |       |         |      |

- Таро Вирт е тесте, основано на стандартния дизайн на Марсилското Таро. Създадено е от известния кабалист, окултист и специалист по лечебен магнетизъм от швейцарски произход Освалд Вирт, който е последовател на Станислас де Гуайта, основополагащ френски окултист от края на 19 век. Подпомаган от Гуайта, прилагайки въведените от Елифас Леви символични преобразования, Вирт създава колода от карти Таро, която се появява за първи път през 1889 г. в издание с рисувани на ръка илюстрации, разпространено в ограничен тираж от 100 бройки и озаглавено „Книга на Тот. Двадесет и два аркани на Таро, предназначени за посветени, с упътвания на Станислас де Гуайта“ („Le livre de Thot. Les 22 arcanes du Tarot dessines a l'usage des Inities sur les indications de Stanuskas de Guaita“).

Освалд Вирт популяризира теорията на Елифас Леви, че 22-те букви от еврейската азбука имат пряка връзка с 22 големи аркана или ключове. Всяка от картите, представляващи тези 22 големи аркана в колодата карти на Освалд Вирт, съдържа съответстващата буква от еврейската азбука, изписана в долния десен ъгъл на картата, с изключение на картата на Смъртта, оставена неномерирана и неозаглавена.
- Таро Папюс е колода, създадена в края на XIX век[14] от френския окултист Папю̀с (Жерар Анаклет Венсан Анко́с) и специално създадена за гадаене. Изработена е в египетски стил.

- Таро Райдър–Уейт или Уейт–Смит – най-популярната иконография, създадена през 1909 г., която оставя много клонинги и потомци. Кръстена е на оригиналния издател Уилям Райдър и автора на дизайна Артър Уейт. Художник е младата англичанка мис Памела Колман Смит, член на окултния орден „Златната зора“. Уейт сменя местата на два коза: „Сила“ става № 8, така че да съответства на зодия Лъв, а „Справедливост“ става № 11, за да съответства на зодия Везни. Той също така променя коза „Влюбени“, като изобразява двама души вместо трима, за да подсили кореспонденцията със зодия Близнаци.[15][16] Колодата е първата напълно нарисувана (всички карти с числа имат смислени рисунки) и е създадена специално за гадаене, нейните гадателни значения са описани от Уейт в книгата „Илюстриран ключ към Таро“. Всичко това я прави много удобна в гадаенето и тя става толкова популярна, че поражда много митове, по-специално, че тя е първата колода Таро с нарисувани карти с числа като цяло (всъщност първото такова тесте е таро Сол Буск и е имало други частично изрисувани колоди преди Уейт, например Таро Майстор). Също така много гадатели на Таро смятат, че колодата Уейт е най-класическото тесте и най-истинското Таро, а всъщност тя има много разлики от своите предшественици.

- Таро Тот е тесте, създадено от Алистър Кроули и художничката-египтоложка Фрида Харис през 1944 г. Тогава Кроули под псевдонима „Мастер Терион“ публикува „Книгата на Тот“, в която описва колодата и дешифрира символиката на картите според своите възгледите. Характеризира се с по-модерен стил на изпълнение и изключително богата езотерична (скрита) символика. Кроули оформя тестето в „английски“ стил и прави забележими промени в него: той връща Правосъдието и Силата на първоначалните им „френски“ позиции (VIII и XI), преименува някои от главните аркани, променя тяхното тълкуване, а също така приписва на всички „цифрови“ карти на малките аркани собствени имена, отразяващи тяхното значение. Картите с фигури на малките аркани са преименувани и разместени: вместо четирите Паж, Рицар, Кралица и Крал, се използват „Принцеса“, „Принц“, „Кралица“ и „Рицар“. Въпреки желанието на автора да разпространи подхода си към Таро възможно най-широко, тестето на Кроули е публикувано приживе само в изключително ограничен тираж (200 копия) и в по-нисък вид (лошо качество на печат, рисунките на карти са взети от репродукции на Книгата на Тот, само два цвята). Широкото му разпространение настъпва след смъртта на авторите, когато няколко издателства пускат тестето в големи количества и с нормално качество, използвайки оригиналните чертежи, направени от Фрида Харис под ръководството на Кроули. На гърба на картите са изобразени Розата и Кръстът на Златната зора в оригиналните цветове, но без астрологичната и кабалистична символика, приложена към кръста, която присъства в оригиналната рисунка. Кръстът е поставен на фона на поле, начертано с наклонени линии в четириъгълници, боядисани в три цвята: тъмнокафяв, светлокафяв и червен, в който са поставени символите на костюмите на Таро, нарисувани в жълто.

През ХХ век, особено през втората му половина, се появяват много „нови“ дизайни на колода таро, така че сега е трудно не само да се изброят всички опции, но дори да се посочи точният им брой. Значителна част от тях са вариации на темата на една от класическите колоди, главно Таро Райдър–Уейт, но има и доста оригинални „тематични“ дизайни. Примери:
- Таро Манара – еротично таро, арканите са илюстрирани с тематични скици с остро еротично пристрастие, авторът е италианският художник Мило Манара. Тестето е създадено през 1999 г. и за първи път пуснато през 2000 г. Има и нова модификация от 2020 г.
- Таро Елф (Таро на елфите или Таро на феите) от Марк МакЕлрой и Дейвид Корси. За разлика от редица други вариации на елфическата тема, тук композициите на рисунките не са заимствани от Уейт, а са напълно независими. Като са запазени всички общи черти от таро, са изобразени символично 5 истории: главните аркани последователно разказват как главният герой разследва загубата на 4 реликви, а картите с боя описват историята на всяка от тези реликви. Има вариант с 44 карти.
- Има и колоди, създадени въз основа на различни култови произведения на изкуството и просто на популярни теми: Таро на цветята, Таро на вампирите, Самурайско таро, Таро на Марчети (в средновековен стил), Таро на търсещия (от Джоузеф Ърнст Мартин, създадени с модерен дизайн и компютърна графика) и т. н. Редица последователи на философски, религиозни и психологически школи са проектирали своите системи от вярвания под формата на колоди таро и използват такива колоди за различни практики („Таро Ошо Дзен“ и други).

## Функции

### Игра
Първоначалната цел на картите Таро е била да забавляват с игри. Много обобщено обяснение на правилата за игра като таро е дадено в ръкопис от Мартиано да Тортона преди 1425 г. През следващите два века следват неясни описания на играта или терминологията до първото известно пълно описание на правилата на френски вариант през 1637 г.
Играта таро има много регионални вариации. Тарочини е оцеляла в Болоня и все още има други, които се играят в Пиемонт и Сицилия, но в Италия играта като цяло е по-малко популярна, отколкото другаде.
През 18 век се наблюдава най-голямото възраждане на таро, по време на което то се превръща в една от най-популярните игри с карти в Европа, играе се навсякъде с изключение на Ирландия, Великобритания, Иберийския полуостров и Османските Балкани.
Френското таро преживява възраждане в началото на 1970 г. и Франция има най-голямата общност от играчи на таро. Регионални колоди таро – често известни като tarock, tarok или tarokk се играят широко в Централна Европа в границите на бившата Австро-Унгарска империя.

#### Френско таро
Френската игра на таро (jeu de tarot) е игра на карти с взятки за четирима играчи. Има варианти за трима и петима играчи. В началото с раздаването на картите има обявяване с наддаване и сключване на договор за определен брой взятки както при бриджа. След завършването на взятките се броят точките в зависимост от силата на взетите карти.
Френското таро е известно от древни времена и е популярно поне от няколко века. Играта е повсеместна във Франция и е известна и във френскоговореща Канада. Това е единствената широко използвана игра с карти, която е оцеляла и до днес, използвайки пълно тесте таро от 78 карти.

### Гадателски карти
В писанията на някои окултисти могат да се намерят твърдения, че таро е било използвано за предсказания от дълбока древност. Въпреки това първите документални доказателства за практиката на съпоставяне на карти (по-специално карти таро) и човешки съдби датират едва от XVI век. Някои поети от онова време, описвайки известни личности в хвалебствени стихове, сравняват хората с козове на таро. Такива стихове се наричат „tarocchi appropriati“, а в един случай (1527 г.) те се отнасят за съдбата на човек. Използването на таро за гадаене може да бъде датирано от 1527 г. с публикуването на „Chaos del Tri per uno“, литературно есе за гадателско четене с картите таро на Теофило Фоленго, написано под псевдонима на Мерлин Кокаи. Този източник обаче е изолиран и все още е обект на дебат. През 1540 г. в Италия е публикувана книгата „Гадания“ (на италиански „Le Sorti“), в която авторът, известният Франческо Марколино да Форли, посочва прост начин за предсказване на бъдещето с помощта на карти от боя от монети от обикновена колода за игра. Това е най-ранният известен трактат за гадаене. Въпреки че тестето таро съдържа подобни карти, не е възможно да се каже недвусмислено, че таро е разработен инструмент за гадаене в онези дни. Може да се говори уверено за таро като система от предсказания, която се е оформила едва от края на 17 век, тъй като в Болоня, Италия, са запазени записи от 1700 г., които недвусмислено описват гадателните значения на картите таро. В края на 18-ти век в Болоня е засвидетелстван един от първите известни документи със списък на картите Таро и тяхното гадателско значение.
Влиянието на гадателското таро, базирано на таро от Марсилия или таро от Безансон, започва във Франция с Антоан Корт дьо Жебелен в края на 18 век, в средата на периода на Просвещението. Съвременният подход към картите Таро като инструмент за тълкуване (по същество гадателски) има своя източник в работата на този протестантски учен, известен по това време със своя Примитивен свят. Работата му е възприета и преосмислена в книгите на Жан-Баптист Алиет, наречен Етейла, окултист от 18-ти век, който, опирайки се на картомантията, решава да възстанови на картите таро това, което смята за тяхната примитивна форма, той преработва иконографията и я кръщава Книгата на Тот.

### Медитативна практика
Целите на такава практика могат да бъдат различни: по-задълбочено разбиране на картите за използване при гадаене, духовно развитие, окултна практика. Медитациите са мислено навлизане в картата таро, мисловен диалог с героите на сюжета или представянето на себе си на тяхно място. Най-често в медитативната практика се използват Старши аркани.

### Таро като източник на тайни знания
Според езотеричните представи в картите Таро има херметичен, гностичен или кабалистичен символизъм, тъй като ранният италиански Ренесанс, който ражда Таро, е време на голяма интелектуална дейност. Следователно херметизмът, астрологията, неоплатонизмът, питагорейската философия и неортодоксалната християнска мисъл, които процъфтяват тогава, са могли да оставят своя отпечатък върху символиката на Таро.
Подобни символични „следи“ в таро подтикват по-късните изследователи към идеята, че таро идва от древни култури (египетска или вавилонска), че тази система е тайно тяло на мъдростта от миналото. Първият известен изследовател в тази област е Антоан Кур де Жебелен. През 1781 г. излиза книгата му „Примитивният свят“, в последната глава на която се посочва, че таро се връща към египетската традиция. Той е предположил, че името „таро“ се превежда от древноегипетски като „Пътят на царя“. Възможно е изследваните карти да са създадени от самия автор.
От този момент нататък на колодата се гледа като на мистериозна окултна система, а изучаваното Марсилие таро се превръща в модел за създаване на колоди, на базата на които се провеждат окултни изследвания.
Основните изследователи на символиката на таро принадлежат към една от двете школи: френска или английска. Основната разлика между школите е къде поставят „Шута“ в серията Главни аркани.
Основател на френската школа е Елифас Леви. През 1856 г., в своята работа „Учение и ритуал на висшата магия“, Елифас Леви за първи път свързва Кабала и Таро, свързвайки Главните аркани на Таро с еврейските букви и следователно с пътищата на Кабалистичното дърво. Именно тази схема използва Самуел Лидел МакГрегор Матерс при създаването на колодата таро „Златната зора“. През 1887 г. Матерс започва да описва езотеричните атрибути на таро в своята ръкописна „Книга Т“.
Според идеите на френската школа, картата „Шут“ трябва да бъде поставено между картите „Съд“ и „Свят“. В този случай серията от главни аркани започва с картата „Магьосник“ и еврейската буква א „алеф“, съответстваща на нея. Основателят на английската школа Матерс поставя Шута като нулев аркан – преди Магьосника, тъй като нулата е началото на всички останали числа, тъй като Нищото е прародител на всички неща. В тази система на кореспонденция алеф вече кореспондира с Шута.